# 邱吉爾河
邱吉爾河（克里語：Missinipi）是位於加拿大亞伯達省、薩克其萬省和曼尼托巴省的一條主要河流。從其源頭邱吉爾湖算起，其長度共有1,609（1,000英里）長。這條河的英語和法語名稱以曾於1685年至1691年擔任北美哈德遜灣公司第三任總督的第一代馬爾博羅公爵約翰·丘吉爾命名，而中文名則取自英語和法語名稱。克里語對這條河流的名稱為Missinipi（中文近似發音為密西尼比），其意為「大水」。
這條河完全位於加拿大地盾中，其集水區盆地包括了亞伯達省中東部一系列的湖泊，這些湖泊的水又流入薩克其萬省和曼尼托巴省的湖泊中；而邱吉爾河主要的支流狸河（Beaver River）則在流入科羅斯島湖（Lac Île-à-la-Crosse）後流入主流。
薩克其萬省最高的瀑布尼斯多維亞科瀑布（Nistowiak Falls）位於邱吉爾河的支流急流河（Rapid River）之上，急流河向北流，並在流出拉龍日湖後，於拉龍日（La Ronge）北部一帶流入邱吉爾河上的尼斯多維亞科湖（Nistowiak Lake）。
在離開曼尼托巴與薩克其萬的邊界後，邱吉爾河很大一部分的水流來自馴鹿河（Reindeer River），馴鹿河發源自伍拉斯顿湖和馴鹿湖，而其中源自馴鹿湖的水流受白沙壩（Whitesand Dam）的控制；而在馴鹿河的水匯入後，邱吉爾河流經一系列的湖泊（高岩湖（Highrock）、關維湖（Granville）、南印第安湖和高爾湖（Gauer）等等），之後其中一部分（大約60%）的水流在經過上有一系列水力發電設施的人工河道後流入納爾遜河，其他的水流則透過邱吉爾河原有的河道，於邱吉爾鎮一帶流入哈德遜灣當中。詳情可見納爾遜河水力發電計畫（Nelson River Hydroelectric Project）一文的說明。

## 歷史
在甸尼人向法國探險家皮特·龐德（Peter Pond）指出橫跨哈德遜灣與流向北冰洋的清水（Clearwater River）─阿萨巴斯卡─馬更些河系統之間的分水嶺的梅蒂搬運路（Methye Portage）的存在後，邱吉爾河就成了十八到二十世紀間的「旅人公路」的一部分。詳情可見加拿大早期的獨木舟路線（Canadian Canoe Routes）一文的說明。

## 魚類種類
邱吉爾河也棲息著幾種魚類，這其中包括了玻璃梭鱸、加拿大梭鱸、黃鱸、白斑狗魚、湖紅點鮭、鲱形白鲑（lake whitefish）、白鮭屬、白亞口魚（white sucker）、短頭紅馬魚（Shorthead redhorse）、真亞口魚、湖鱘和江鱈等等。

## 水力發電設施

### 島瀑
目前邱吉爾河上唯一的水力發電設施是位於薩克其萬省的島瀑發電站（Island Falls），其發電容量為111百萬瓦。上面提到的白沙壩，其存在的一個目的就是控制流經島瀑發電站的水流量，而這是因為這座發電站位於馴鹿河交會處的下游之故。

### 溫德哥水力發電計畫（Wintego Hydroelectric Project）
在1970年代，薩斯喀電力公司（SaskPower）曾考慮在邱吉爾河上建立另一個水力發電站，而這座計畫中的發電站名叫溫德哥。
這座水力發電站預計會位於馴鹿河交會處下游23（14英里）處與島瀑發電站上游32（20英里）處。這計畫的預計花費為三億3千8百萬元（相當於2020年幣值的13億元），而這經費包括了道路與輸電系統的費用，而若發電站建成，其發電容量預計為330百萬瓦。

這個成本是在假定發電站的工作壽命為50年的前提下作出的，但在事實上，薩斯喀電力公司的水力發電站的工作年限遠長於此（像例如島瀑發電站的工作壽命是90年）；此外，若溫德哥水力發電站建成，預計可為島瀑發電站增加70百萬瓦的發電容量，而這些效益並未包含於上述的成本中。

### 位於薩克其萬的水利設施
在島瀑與馴鹿河交會處之間另外有兩座可能的水力發電站，分別為伊斯瓜潭水力站（Iskwatam Generating Station）與比大水力站（Pita Generating Station），但這兩座水力站的發電能力尚屬未知。

### 曼尼托巴的水利設施
在曼尼托巴省，位於波拿多（Bonald）與關維瀑布（Granville Falls）的水力發電廠，在開始運作後，估計可分別生成110百萬瓦和120百萬瓦的電力。

## 圖集

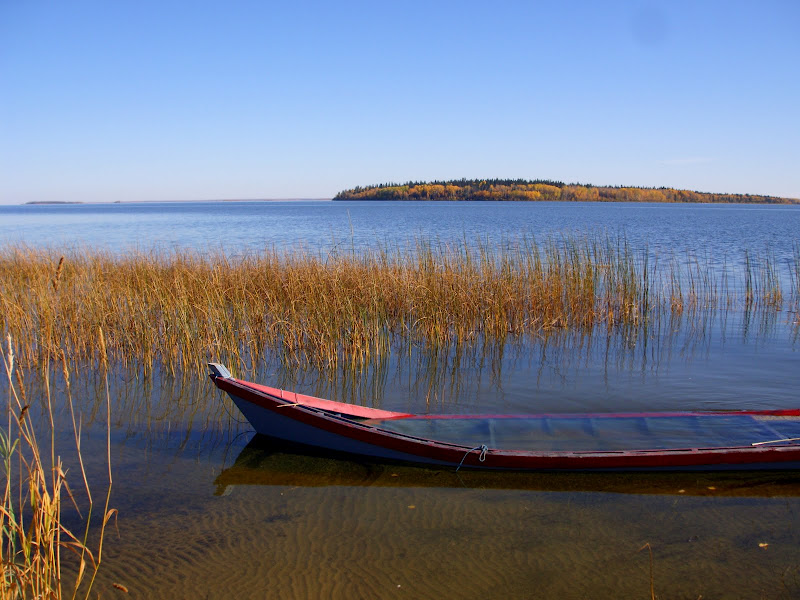
從薩克其萬省水牛峽（Buffalo Narrows）一帶望見的邱吉爾河]]
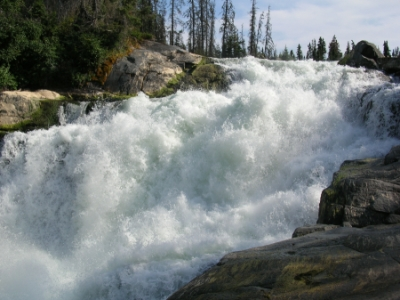
從尼斯多維亞科瀑布上方所見的景觀
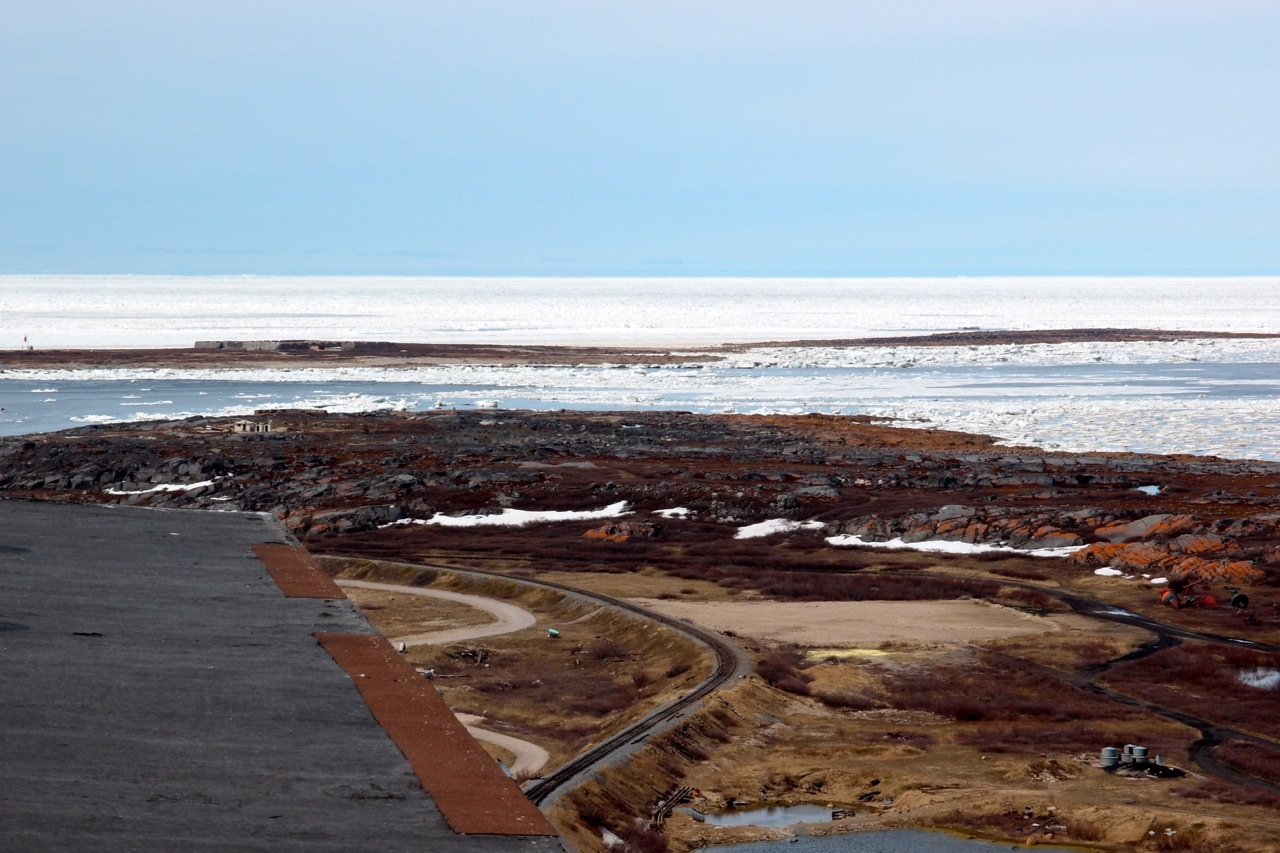
位於哈德遜灣的邱吉爾河河口
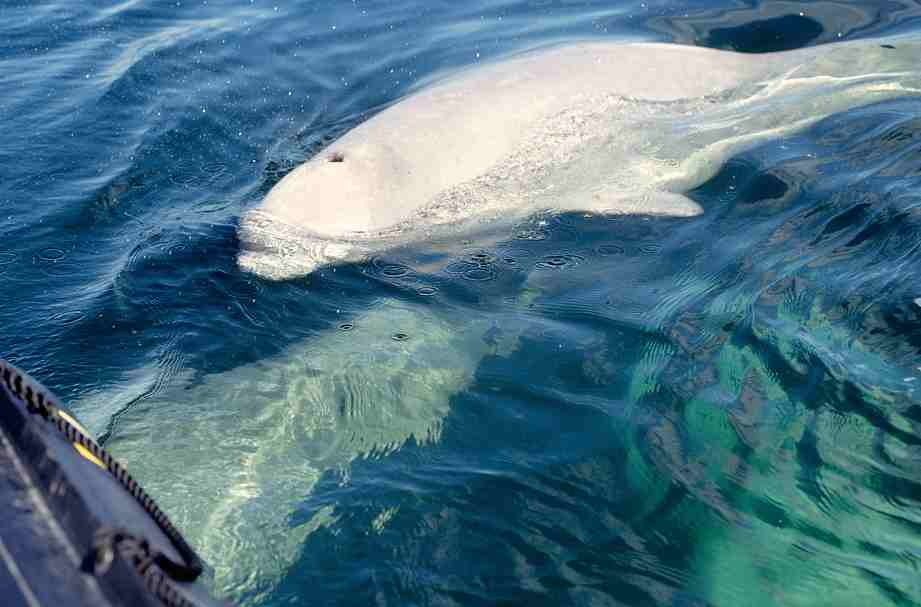
在邱吉爾河河口處，賞白鲸是熱門的觀光活動。

## 外部連結
- 加拿大公园和原野学会（Canadian Parks and Wilderness Society）網站上的薩克其萬省境內的邱吉爾河
- 薩克其萬獨木舟網（Canoe Saskatchewan website）上有紀錄的薩克其萬獨木舟路線
- 薩克其萬的魚類物種
- 薩克其萬百科上的相關資料